# 計測
計測（けいそく、英: measurement / instrumentation / metrology）とは、測定すること、また測定にかかわる様々な検討・手続きのことである。日本産業規格JIS Z 8103「計測用語」においては「特定の目的をもって、測定の方法及び手段を考究し、実施し、その結果を用いて所期の目的を達成させること」と定義される。

## 概要
古くから商取引の度量衡を支える測定機器生産・精度管理業務が存在していたが、近代産業の隆盛により、ものづくりにおいて測定機器を購入し生産ライン中に装備する技術が現れ、これを計装 (instrumentation) と呼ぶようになった。計装には制御系の検出端の装備というニュアンスがあり、これらの意味合いなどから、技術分野では測定 (measurement) の代わりに計測という用語が使われるようになった。